# Champdieu
Champdieu è un comune francese di 1 710 abitanti situato nel dipartimento della Loira della regione dell'Alvernia-Rodano-Alpi.

## Società

### Evoluzione demografica
Abitanti censiti

## Toponomastica
Terra di Chandieu (Candiacus) che divenne Champdieu ("Campo di Dio").